# Julius Stieglitz
Julius Stieglitz (ur. 26 maja 1867 w Hoboken, zm. 10 stycznia 1937 w Chicago) – amerykański chemik.
W dzieciństwie Julius Stieglitz uczył się grać na wiolonczeli, zamiłowanie do muzyki pozostały mu na całe życie. Wraz z bratem bliźniakiem, Leopoldem, uczęszczał do szkoły podstawowej w Nowym Jorku. Gdy zdali egzaminy do collegu, ich ojciec zabrał ich w podróż do Europy. W 1881 bracia zostali przyjęci do Realgimnasjum w Karlsruhe. Po gimnazjum Julius wstąpił na Uniwersytet Berliński, gdzie studiował chemię i zdobył stopień doktora w 1889. Po doktoracie pracował przez krótki czas w Getyndze u boku Viktora Meyera, a następnie powrócił do USA. Pracował przez dwa lata w laboratorium zajmującym się toksykologią w Chicago. W 1892 postanowił rozpocząć pracę akademicką i związał się z Uniwersytetem Chicagowskim, gdzie pracował na różnych stanowiskach do emerytury w 1933, a następnie do 1937 jako profesor emeritus. Między innymi był kierownikiem laboratoriów oraz przewodniczącym wydziału chemii. Wykładał też na innych uniwersytetach.
W swych badaniach zajmował się budową związków organicznych oraz zastosowaniem metod chemii fizycznej w chemii organicznej.
Otrzymał doktoraty honoris causa z Clark University (1909) i Uniwersytetu Pittsburskiego (1916).
Był członkiem National Academy of Sciences, of the American Philosophical Society, American Academy of Arts and Sciences, American Association for the Advancement of Science i innych.

## Życie prywatne
Pochodził z żydowskiej rodziny kupieckiej. Jego ojciec był słynny ze swej prawości i wierności ideałom. Starszy brat, Alfred Stieglitz był znanym fotografem, zaś brat bliźniak, Leopold, został lekarzem. W 1891 Julius Stieglitz ożenił się z pochodzącą z Niemiec Anną Stieffel, z którą miał troje dzieci. Po jej śmierci w 1932, Julius Stieglitz ożenił się z Mary M. Rising, profesor chemii na Uniwersytecie Chicagowskim.